# Sitra

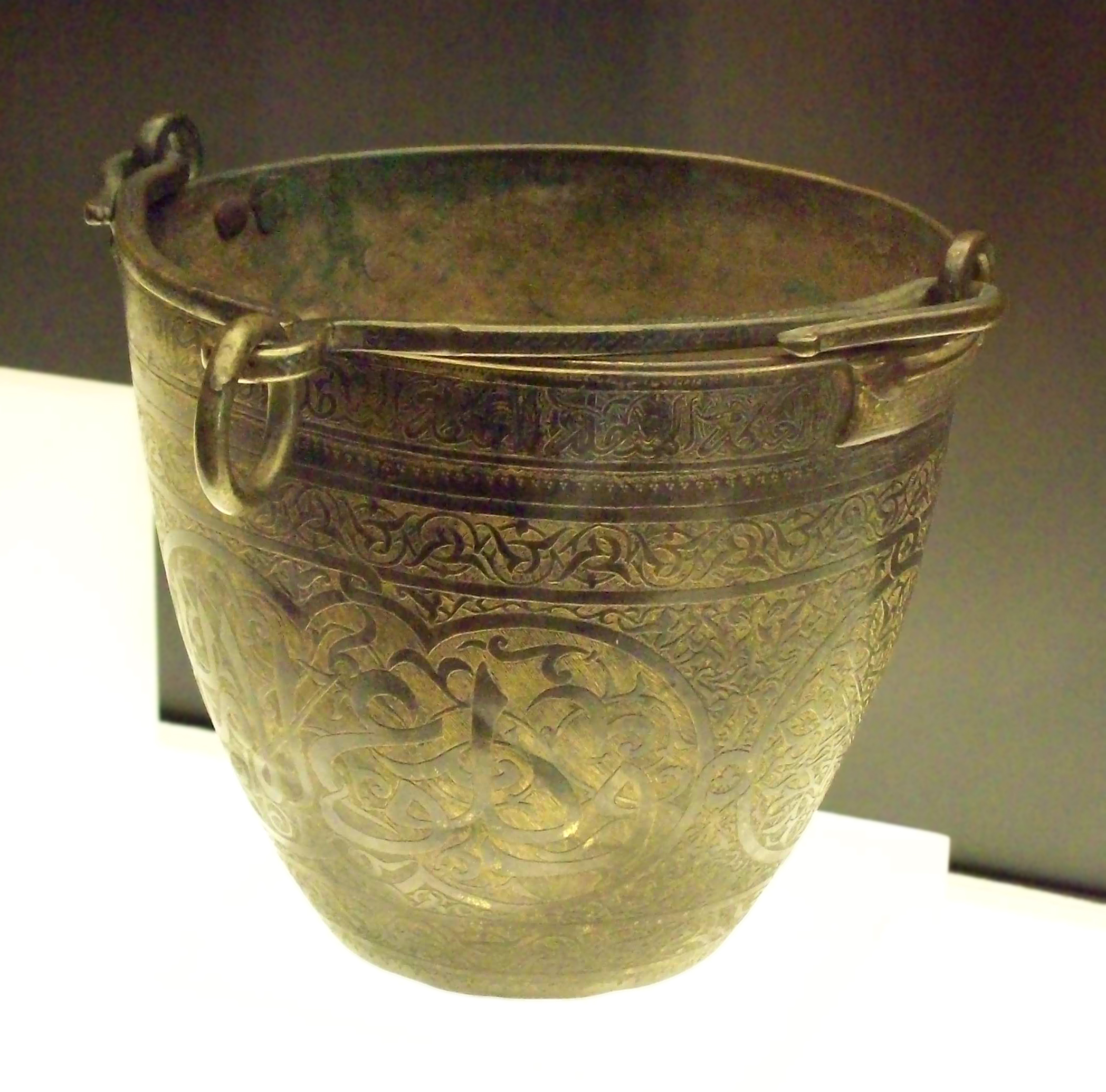
Sitra nassarita de l'Alhambra procedent de Granada

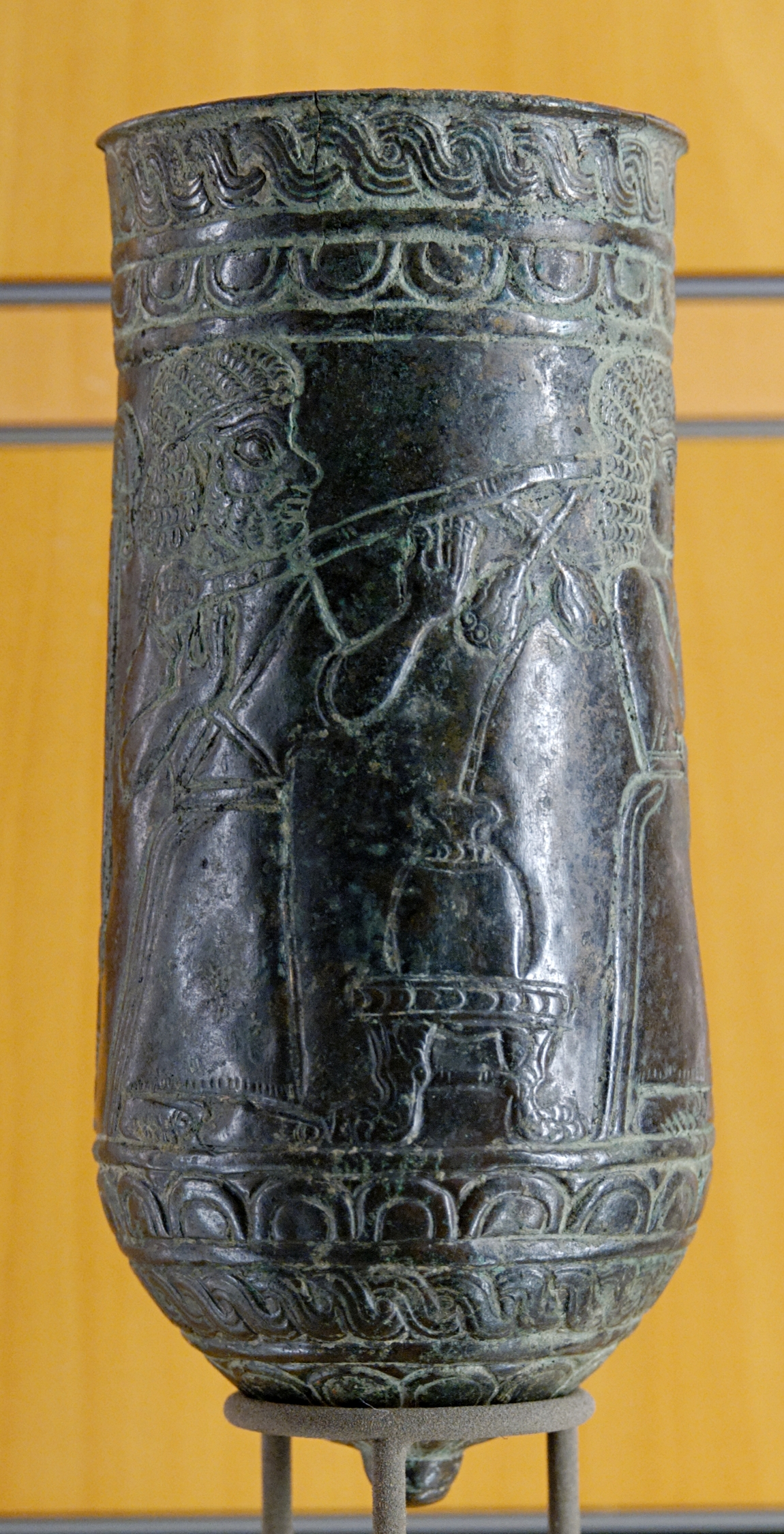
Sitra del Luristan,

Una sitra o també sítula (de l'àrab andalusí assatl, got amb nansa, i aquest del llatí situla) és un calder o galleda petits on es porta l'aigua beneita amb què es fan les aspersions i sempre va acompanyat de l'hisop. També es refereix a un atuell petit per treure aigua de les gerres o pous. Aquest tipus de recipient ha estat usat per diverses cultures des de l'edat de ferro. Generalment és metàl·lic o realitzat en ivori.
Segons Plutarc i altres fonts, la sítula era un signe de devoció d'Isis i ella mateixa es representava portant-ne una (amb aigua del sagrat riu Nil). De vegades amb forma diferent, amb un fons arrodonit i, de vegades, amb tapa. Aquesta forma arrodonida, sovint amb un «mugró» a la part inferior (vegeu-ne un exemple a la il·lustració del Luristan), es pensa que representava els pits d'una dona. Eren donades pels devots als temples com a ofrenes votives d'aigua i llet.